# یواس‌اس اکتیو (۱۷۷۹)
یواس‌اس اکتیو (۱۷۷۹) (به انگلیسی: USS Active (1779)) یک کشتی بود. این کشتی در سال ۱۷۷۹ ساخته شد.